# ويسكي تانغو فوكستروت
ويسكي تانغو فوكستورت (بالإنجليزية: Whiskey Tango Foxtrot)‏ هو فيلم دراما سيرة ذاتية كوميدي أمريكي تم إنتاجه في سنة 2016 وهو من إخراج غلين فيكارا وبطولة تينا فاي ومارجوت روبي ومارتن فريمان وألفريد مولينا وكريستوفر أبوت وبيلي بوب ثورنتون.

## القصة
تدور أحداث القصة حول صحفية تتذكر وقت قيامها بتغطية كاملة لأحداث الحرب في أفغانستان وباكستان، بينما تزور هي معسكرات الجنود وتشاركهم بعض تدريباتهم ونشاطاتهم، ترتبط بعلاقة جامحة مع أحد الصحفيين الإسكتلنديين.

## البطولة
- تينا فاي بدور كيم بيكر
- مارجوت روبي بدور تانيا فاندربول
- مارتن فريمان بدور إيان مكلبي
- كريستوفر آبوت بدور فهيم أحمدزاي
- بيلي بوب ثورنتون بدور هولانك
- ألفريد مولينا بدور علي مسعود صادق
- شيلا فاند بدور شكيرة الخولي
- نيكولاس براون بدور تال براين
- ستيف بيكوك بدور نيك
- إيفان جونيغكيت بدور لانس كولين
- سكوت تاكيدا بدور إيد فايبر
- شيري جونز بدور جيري توب
- ستيرلينغ ك. براون بدور العقيد هارد
- توماس كريتشمان بدور الطيار

## التقييم
حصل الفيلم على تقييم 68% على موقع الطماطم الفاسدة بناءً على 179 مراجعة.

## روابط خارجية
- ويسكي تانغو فوكستروت على موقع IMDb (الإنجليزية)
- ويسكي تانغو فوكستروت على موقع ميتاكريتيك (الإنجليزية)
- ويسكي تانغو فوكستروت على موقع روتن توميتوز (الإنجليزية)
- ويسكي تانغو فوكستروت على موقع نتفليكس (الإنجليزية)
- ويسكي تانغو فوكستروت على موقع قاعدة بيانات الأفلام العربية
- ويسكي تانغو فوكستروت على موقع ألو سيني (الفرنسية)
- ويسكي تانغو فوكستروت على موقع أول موفي (الإنجليزية)
- ويسكي تانغو فوكستروت على موقع بوكس أوفيس موجو (الإنجليزية)
- ويسكي تانغو فوكستروت على موقع قاعدة بيانات الفيلم (الإنجليزية)
- ويسكي تانغو فوكستروت على موقع ليتربوكسد (الإنجليزية)